# グリーン郡 (ノースカロライナ州)
グリーン郡（グリーンぐん、英: Greene County）は、アメリカ合衆国ノースカロライナ州の中央部東に位置する郡である。2010年国勢調査での人口は21,362人であり、2000年の18,974人から12.6%増加した。郡庁所在地はスノーヒル町（人口1,595人）であり、同郡で人口最大の町は国勢調査指定地域のモーリー（人口1,685人）である。
グリーン郡はグリーンビル大都市圏に属している。

## 歴史
グリーン郡は、1663年にイングランド王チャールズ2世が勅許した領域にあり、1710年頃にメリーランド、バージニア各植民地、およびノースカロライナの他部分から移ってきた者達が最初の入植者だった。元々はタスカローラ族インディアンが住んでいた土地であり、1713年3月20日から23日、タスカローラ族ハンコック酋長の指揮下に、マリス・ムーア大佐が指揮するサウスカロライナの部隊およびヤマシー族インディアンと戦った。これは現在のスノーヒルの近くにあったネオヘロカ砦で戦われたものであり、タスカローラ戦争では最後の大きな戦闘となった。
1758年、現在グリーン郡とレノア郡とされている地域は、ジョンストン郡から分離し、植民地総督に因んでドブス郡（現在は廃郡）と名付けられた。グリーン郡は1791年にドブス郡北部が分離して設立された。当初は1777年から1798年までノースカロライナ州州務長官を務めたジェイムズ・グラスゴーに因み、グラスゴー郡と名付けられていた。1799年、グラスゴーが軍用特許土地の汚職に絡んだ事で辞任し、ノースカロライナを離れた。その後、アメリカ独立戦争時にジョージ・ワシントン将軍の右腕だったナサニエル・グリーン将軍に因み、グリーン郡と改名された。
郡庁所在地のスノーヒルは郡内で最大の町、かつ商業の中心である。その名前は近くのコンテントニー・クリークの岸が白い砂質だったことから名付けられた。

## 郡政府
グリーン郡は地域の東部カロライナ自治体委員会のメンバーである。

## 地理
アメリカ合衆国国勢調査局に拠れば、郡域全面積は266平方マイル (688.9 km2)であり、このうち陸地265平方マイル (686.3 km2)、水域は1平方マイル (2.6 km2)で水域率は0.18%である。

### 郡区
グリーン郡は9つの郡区に分割されている。ブルヘッド、カーズ、フッカートン、ジェイソン、オールズ、オーモンズビル、シャイン、スノーヒル、スペイツブリッジの各郡区である。

### 交通
グリーン郡に最も近い空港はピット・グリーンビル空港 (IATA: PGV, ICAO: KPGV, FAA LID: PGV) であり、シャーロット・ダグラス国際空港への定期便を利用できる。ただし住人の多くは国内外への旅行にローリー・ダーラム国際空港を利用している。
郡内を通る幹線道は アメリカ国道264号線と アメリカ国道13号線である。その他の主要道としては、 アメリカ国道258号線,
 ノースカロライナ州道903号線、 ノースカロライナ州道58号線、 ノースカロライナ州道102号線、 ノースカロライナ州道91号線がある。最も近い州間高速道路は 州間高速道路795号線であり、郡の西方、ゴールズボロを通っている。

### 隣接する郡
- ピット郡 - 北東
- レノア郡 - 南
- ウェイン郡 - 西
- ウィルソン郡 - 北西

## 人口動態
以下は2000年の国勢調査による人口統計データである。
| 基礎データ - 人口: 18,974人 - 世帯数: 6,696 世帯 - 家族数: 4,955 家族 - 人口密度: 28人/km2（72人/mi2） - 住居数: 7,368軒 - 住居密度: 11軒/km2（28軒/mi2） 人種別人口構成 - 白人: 51.83% - アフリカン・アメリカン: 41.21% - ネイティブ・アメリカン: 0.30% - アジア人: 0.09% - 太平洋諸島系: 0.01% - その他の人種: 5.75% - 混血: 0.80% - ヒスパニック・ラテン系: 7.96% | 年齢別人口構成 - 18歳未満: 25.3% - 18-24歳: 9.4% - 25-44歳: 30.9% - 45-64歳: 22.3% - 65歳以上: 12.1% - 年齢の中央値: 36歳 - 性比（女性100人あたり男性の人口） - 総人口: 105.7 - 18歳以上: 103.9 世帯と家族（対世帯数） - 18歳未満の子供がいる: 34.3% - 結婚・同居している夫婦: 52.1% - 未婚・離婚・死別女性が世帯主: 17.3% - 非家族世帯: 26.0% - 単身世帯: 22.6% - 65歳以上の老人1人暮らし: 10.0% - 平均構成人数 - 世帯: 2.65人 - 家族: 3.09人 | 収入と家計 - 収入の中央値 - 世帯: 32,074米ドル - 家族: 36,419米ドル - 性別 - 男性: 27,048米ドル - 女性: 21,351米ドル - 人口1人あたり収入: 15,452米ドル - 貧困線以下 - 対人口: 20.2% - 対家族数: 16.0% - 18歳未満: 28.3% - 65歳以上: 20.5% |

## 都市と町

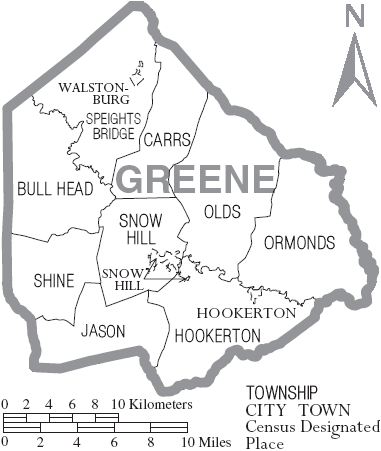
グリーン郡の自治体と郡区

- フッカートン
- スノーヒル - 郡庁所在地
- ウォルストンバーグ

## 教育
グリーン郡の公共教育はグリーン郡公共教育学区が管轄している。学区内には高校2校、中学校1校、小学校2校の計5校がある。高等教育機関は近くにある東カロライナ大学、あるいはゴールズボロ、グリーンビル、キンストンにある各コミュニティカレッジを利用できる。私立のマウント・カルバリー・クリスチャン・アカデミーも郡内にある。